# Fabryka Ślusarska Ogórkiewicza i Zagórnego w Warszawie

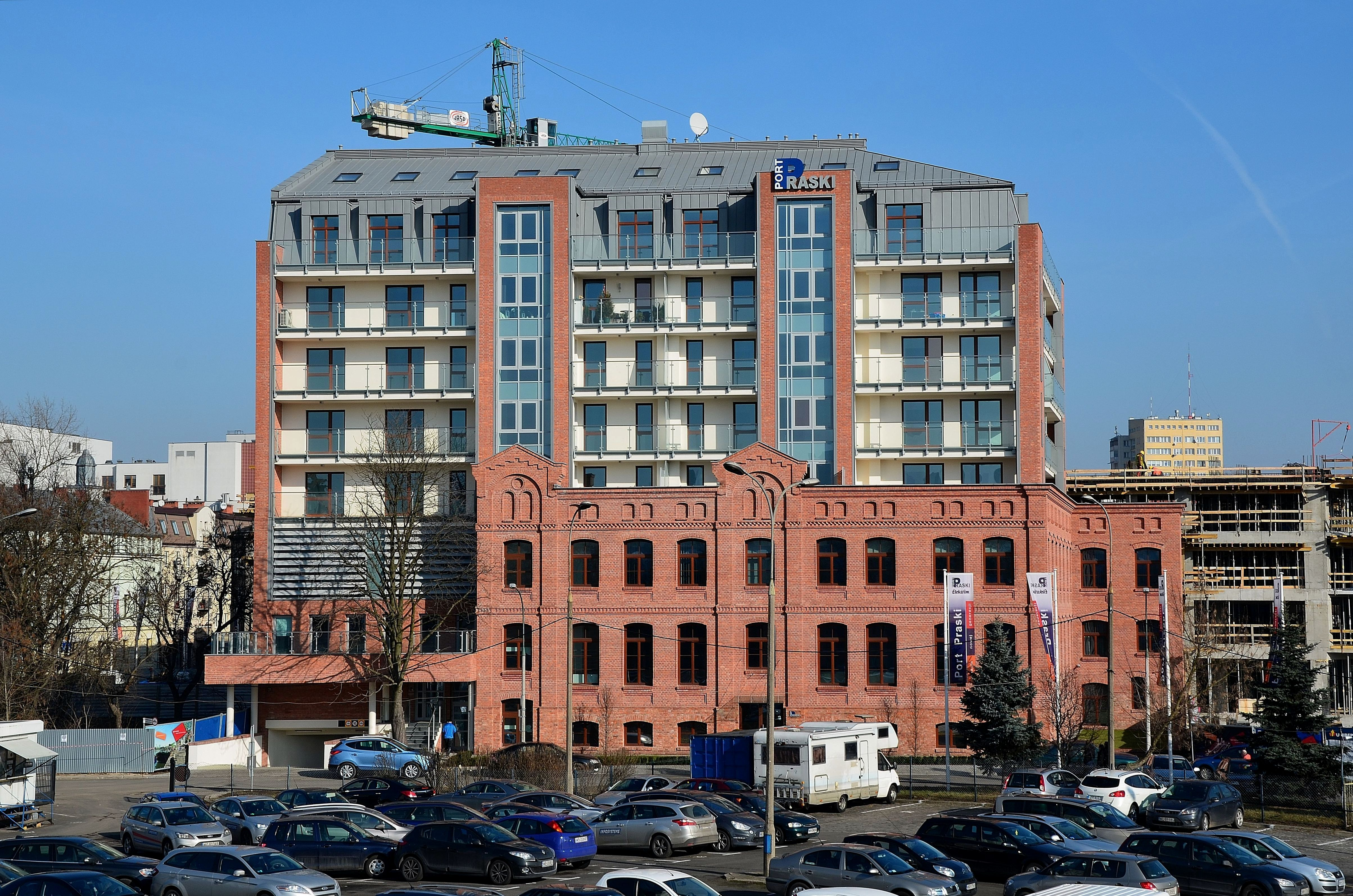
Apartamenty Krowia 6 z wbudowanymi reliktami budynku fabryki

Fabryka Ślusarska Ogórkiewicza i Zagórnego – przedsiębiorstwo, którego siedziba znajdowała się przy ul. Stefana Okrzei 12 w warszawskiej dzielnicy Pradze-Północ. Budynek spółki został rozebrany w 2012, a jego relikty wkomponowane w nowy obiekt mieszkalno-usługowy Apartamenty Krowia 6.

## Historia
Fabryka ślusarska Leona Ogórkiewicza i Józefa Zagórnego powstała w 1882 roku, na posesji między ulicami Brukową (obecnie Stefan Okrzei) i Krowią. Zabudowania fabryczne powstały w 1903 r. Firma wykonywała wyroby ślusarskie ze szczególnym naciskiem na okucia drzwi i okien. W 1910 r., zatrudniała już 140 osób, dysponując dodatkowo silnikiem gazowym o mocy 12 koni.
Po roku 1912, fabryka została przejęta przez inż. Dobrowolskiego i Skirgajłło, którzy utrzymywali kontakty biznesowe z firmą Krzysztofa Bruna, co umożliwiło szybki zbyt wykonywanych towarów. W kolejnych latach zainwestowano w nowe urządzenia i maszyny co podniosło jakość wykonywanych wyrobów, a lata 20. XX wieku stanowiły okres największego rozwoju i prosperity firmy.
W latach 30. XX wieku, po różnorakich perturbacjach finansowych firma została zrestrukturyzowana i przyjęła nazwę Zakładów Metalurgiczno-Mechanicznych SBS.

### Rozbiórka
Fabryka nigdy nie została wpisana do rejestru zabytków, ale w 2009 r., stołeczny konserwator zabytków pozytywnie odniósł się do pomysłu zachowania części istniejących ścian. W 2010 r. prezydent Warszawy – Hanna Gronkiewicz-Waltz wydała decyzję, zatwierdzającą projekt budowlany, udzielając pozwolenia na budowę nowego budynku z wykorzystaniem fragmentów istniejącej zabudowy fabrycznej
6 lutego 2012 r., do Powiatowego Inspektora Nadzoru Budowlanego wpłynął jednak wniosek inwestora Spółki Port Praski o wydanie nakazu rozbiórki budynku. Powiatowy Inspektor Nadzoru Budowlanego dla m. st. Warszawy - Andrzej Kłosowski, ostatecznie przychylił się do tego wniosku, ze względu na zły stan techniczny nieużytkowanego obiektu, stanowiący zagrożenie dla bezpieczeństwa ludzi i mienia – nakładając jednocześnie na inwestora obowiązek 
odtworzenia ścian zewnętrznych elewacji frontowej od ul. Krowiej, elewacji bocznej i elewacji tylnej wschodniej wraz z użyciem oryginalnych, wyselekcjonowanych elementów murowych oraz fragmentów elewacji.

### Apartamenty Krowia 6
W roku 2013 fragmenty budynku zostały odtworzone w nowym obiekcie mieszkalno-usługowym Apartamenty Krowia 6. Obiekt otrzymał nagrodę I stopnia w konkursie „Budowa Roku 2013” organizowanym przez Polski Związek Inżynierów i Techników Budownictwa.

## Odniesienia w kulturze
W ruinach fabryki były realizowane sceny retrospekcyjne z pacyfikacji Mokotowa i powstania warszawskiego w filmie Wojciecha Smarzowskiego Róża z 2011.